# Romance of the Three Kingdoms
Romance of the Three Kingdoms (jap.: 三國志 Sangokushi, deutsch ‚Chroniken der Drei Reiche‘) ist eine Reihe von rundenbasierten Strategiespielen des japanischen Entwicklers Koei. Sie drehen sich thematisch um die chinesische Zeit der Drei Reiche.

## Beschreibung
Nach dem Erfolg des auf die japanische Sengoku-Zeit bezogenen Strategiespiels Nobunaga’s Ambition entwickelte das japanische Entwicklerstudio Koei unter Leitung des Firmengründers Yoichi Erikawa mit Romance of the Three Kingdoms einen spielerisch ähnlichen Strategietitel über die chinesische Zeit der Drei Reiche. Im Kern geht es in jedem der Titel um den Wettstreit der Königreiche Shu Han, Cao Wei und Wu um die Vorherrschaft über das chinesische Reich und die Nachfolge der Han-Dynastie auf dem Kaiserthron. Grundlage sind sowohl das Geschichtswerk Chroniken der Drei Reiche als auch die Romanerzählung Die Geschichte der Drei Reiche (engl.: Romance of the Three Kingdoms) des chinesischen Autors Luo Guanzhong aus dem 14. Jahrhundert. Während der Serientitel in den westlichen Märkten den englischen Titel des Romans übernimmt, bezieht sich der japanische Titel auf die Chroniken.
Stand 2020 wurden über den gesamten Serienverlauf mehr als acht Millionen Spiele aus der Reihe verkauft. In Japan genießt die Schwesterserie Nobunaga’s Ambition eine ähnlich hohe oder sogar leicht höhere Popularität, während die Titel der Reihe in China und Korea dagegen – auch aufgrund der schwierigen historischen Beziehungen dieser Staaten – auf weniger Interesse stoßen und teilweise erst gar nicht veröffentlicht wurden. In diesen Ländern sind die Verkaufszahlen von Romance of the Three Kingdoms daher höher.:128

## Veröffentlichte Titel

### Hauptreihe
- 1985: Romance of the Three Kingdoms (PC-88, Amiga, DOS, PC-98, MSX, NES, FM-7, X1, X68000, WonderSwan, Windows, Mobiltelefon)
- 1989: Romance of the Three Kingdoms II (PC-88, Amiga, DOS, MSX2, NES, SNES, Mega Drive, X68000, WonderSwan, Windows, Mobiltelefon)
- 1992: Romance of the Three Kingdoms III: Dragon of Destiny (PC-98, DOS, SNES, Mega Drive, Windows, NDS)
- 1994: Romance of the Three Kingdoms IV: Wall of Fire (PC-98, SNES, 32X, DOS, Saturn, PSOne, GBA, Windows, NDS)
- 1995: Romance of the Three Kingdoms V (PC-98, Saturn, PSOne, Windows, PSP, NDS, 3DS)
- 1996: Romance of the Three Kingdoms VI: Awakening of the Dragon (Windows, PSOne, Dreamcast, PSP)
- 2000: Romance of the Three Kingdoms VII (Windows, PSOne, PS2, PSP)
- 2001: Romance of the Three Kingdoms VIII (Windows, PS2, PSP)
- 2003: Romance of the Three Kingdoms IX (Windows, PS2, PSP)
- 2004: Romance of the Three Kingdoms X (Windows, PS2)
- 2006: Romance of the Three Kingdoms XI (Windows, PS2, Wii)
- 2012: Romance of the Three Kingdoms XII (Windows, PS3, Wii U, PSVita)
- 2016: Romance of the Three Kingdoms XIII (PS3, PS4, Xbox One, Windows, Switch, PSVita)
- 2020: Romance of the Three Kingdoms XIV (Windows, PS4, Switch)

### Ableger
- 1995: Sangokushi Eiketsuden (SNES, PC-98, Saturn, PSOne, Windows)
- 1996: Sangokushi Kōmeiden (Saturn, PSOne, Windows, GBA)
- 1998: Sangokushi Sōsōden (Windows)
- 1999: Sangokushi Internet (Windows)
- 2002: Sangokushi Battlefield (Windows)
- 2007: Sangokushi Online (Windows)
- 2009: Romance of the Three Kingdoms Touch (iOS)
- 2010: Romance of the Three Kingdoms 2 (iOS)
- 2016: Yo-kai Sangokushi (3DS) – Crossover mit dem Medienfranchise Yo-Kai Watch

Neben diesen Titeln gilt die Serie auch als Haupteinfluss für die Koei-Reihen Dynasty Tactics, Dynasty Warriors und den Koei-Titel Kessen 2.